# The Blair Witch Project
The Blair Witch Project (tiếng Việt: Dự án phù thủy rừng Blair) là một bộ phim kinh dị siêu nhiên, giả tài liệu của Mỹ sản xuất năm 1999 do Daniel Myrick và Eduardo Sánchez viết kịch bản, đạo diễn và biên tập. Phim dựa trên một câu chuyện không có thật của ba nhà làm phim sinh viên - Heather Donahue, Michael C. Williams và Joshua Leonard, đã đi bộ đến Black Hills gần khu vực Burkittsville, Maryland vào năm 1994 để quay bộ phim tài liệu về một huyền thoại địa phương có tên gọi là "Blair Witch". Tại đó, trong suốt quá trình ghi hình, cả ba người họ đã biến mất, nhưng thiết bị và đoạn băng ghi phim của nhóm sinh viên này đã được phát hiện một năm sau đó. Đoạn phim tìm được trên chính là phần được tái hiện lại trên màn ảnh như là một bộ phim tài liệu với người xem. Bộ phim được sản xuất vào tháng 10 năm 1997, với phần quay phim chính diễn ra ở Maryland trong gần tám ngày. Khoảng 20 giờ cảnh quay đã được quay nhưng được biên tập lại xuống còn 81 phút. Được quay với kinh phí ban đầu là 35.000 - 60.000 USD, nhưng sau đó phim đã tăng tổng chi phí lên 200.000 - 750.000 USD sau các khâu chỉnh sửa hậu kỳ, phát hành và tiếp thị.
Khi The Blair Witch Project công chiếu tại Liên hoan phim Sundance trong đêm ngày 23 tháng 1 năm 1999, chiến dịch tiếp thị quảng bá của ê-kíp đã liệt kê ra các diễn viên dưới trình trạng là "mất tích" hoặc "đã qua đời". Nhờ hoạt động thành công tại Sundance, Artisan Entertainment đã mua bản quyền phân phối của bộ phim với giá 1,1 triệu USD. Bộ phim sau đó đã chiếu các suất phim đặc biệt vào ngày 14 tháng 7 năm 1999 trước khi mở rộng phát hành trên toàn quốc bắt đầu từ ngày 30 tháng 7.
The Blair Witch Project được lên kịch bản, quay phim và biên tập bài bản, nhưng lại thể hiện dưới dạng các đoạn phim do nhân vật trong phim ghi lại một cách nghiệp dư (Found footage). The Blair Witch Project chính là phim kinh dị tiên phong thực hiện theo hình thức này, kéo theo hàng trăm phim kinh dị thành công tương tự bắt chước về sau như Paranormal Activity hay Cloverfield,... Với nội dung thú vị và cách quay phim độc đáo, The Blair Witch Project đã thu về gần 250 triệu USD tổng doanh thu trên toàn thế giới, khiến phim trở thành một trong những dự án phim độc lập thành công nhất mọi thời đại. Phim sau đó cũng đã ra mắt một thương hiệu truyền thông riêng, trong đó bao gồm hai phần phim tiếp theo (Book of Shadows và Blair Witch), tiểu thuyết, truyện tranh và trò chơi điện tử.

## Tóm tắt nội dung
Vào tháng 10 năm 1994, các sinh viên điện ảnh nghiệp dư là Heather, Mike và Josh đã bắt đầu sản xuất bộ phim tài liệu về một huyền thoại mang tên "Blair Witch" với Heather là người lên kế hoạch, Mike quay phim và Josh đi cùng. Họ đi đến Burkittsville, Maryland và phỏng vấn các cư dân tại đây về tính xác thực của truyền thuyết trên. Những người dân địa phương sau đó đã kể cho họ nghe về Rustin Parr, một ẩn sĩ sống trong rừng và đã bắt cóc bảy đứa trẻ vào những năm 1940, sau đó giết tất cả chúng trong tầng hầm của mình theo lệnh của một mụ phù thủy (Blair Witch). Ba người họ đã đi khám phá khu rừng ở phía bắc Burkittsville để nghiên cứu về truyền thuyết. Tại đó, họ gặp hai ngư dân, một trong số họ đã cảnh báo rằng khu rừng bị ma ám. Họ cũng kể cho nhóm làm phim nghe về một cô gái trẻ có tên là Robin Weaver, người đã mất tích vào năm 1888; khi cô quay lại ba ngày sau đó, cô ấy đã nói về "một bà già mà chân chưa bao giờ chạm đất." Các sinh viên sau đó đã đi bộ đến Coffin Rock, nơi 5 người đàn ông được tìm thấy bị sát hại theo một nghi thức bí ẩn vào thế kỷ 19. Xác của họ sau đó đã biến mất một cách bí ẩn.
Sau một ngày tìm hiểu, họ đã quyết định sẽ cắm trại qua đêm trong rừng vào ngày hôm sau, họ bắt đầu đi tìm một nghĩa trang cũ với bảy bia mộ nhỏ trong đó và cắm trại lại qua đêm. Đêm đó, họ đã nghe thấy tiếng cành cây gãy. Ngày hôm sau, họ cố gắng đi bộ trở lại chỗ ô tô nhưng không thể tìm thấy nó trước khi trời tối và lại phải cắm trại ở một nơi xa lạ. Họ lại nghe thấy tiếng bẻ cành. Vào buổi sáng, họ phát hiện ra rằng ba chiếc xe ngựa đã được dựng xung quanh lều của họ. Heather biết được bản đồ của cô ấy đã bị mất tích. Mike tiết lộ rằng anh ta đã đá bản đồ xuống một con lạch vì thất vọng với hoàn cảnh, điều này đã khiến hai người còn lại tấn công anh trong cơn thịnh nộ khi cả nhóm nhận ra rằng họ đã bị lạc. Cả ba người sau đó đã quyết định đi về phía nam, sử dụng la bàn của Mike, và khám phá ra những hình người hình gậy treo lơ lửng trên cây. Họ lại nghe thấy những âm thanh kỳ lạ vào đêm đó khi đang ngủ trong lều, kể cả tiếng cười của trẻ nhỏ. Sau khi một thế lực vô hình làm rung chuyển cả căn lều, họ đã hoảng sợ bỏ chạy và trốn vào trong một góc rừng cho đến rạng sáng.
Khi trở về lều của mình, họ thấy tài sản của mình đã bị xới tung, và thiết bị của Josh dính đầy chất nhờn. Họ đi qua một con sông giống hệt con sông mà họ đã vượt qua trước đó và nhận ra rằng họ đang đi trong một vòng tròn. Josh suy sụp vì hoàn cảnh và đã bất ngờ biến mất vào sáng hôm sau. Heather và Mike cố gắng tìm Josh trong vô vọng trước khi tiếp tục. Đêm đó, họ đã nghe thấy tiếng hét đau đớn của Josh nhưng không thể tìm thấy anh. Họ đưa ra giả thuyết rằng tiếng hét của Josh mà họ nghe thấy chỉ là một cái bẫy tạo ra bởi phù thủy để lôi họ ra khỏi lều.
Ngày hôm sau, Heather đã phát hiện ra một bó gậy buộc bằng vải từ áo của Josh. Cô cũng tìm thấy những mảnh áo sơ mi dính máu cũng như răng, tóc và một phần lưỡi của anh. Mặc dù sợ hãi và lo lắng cho Josh, cô đã chọn sẽ không nói với Mike. Đêm đó, cô ghi lại lời xin lỗi với gia đình mình và gia đình của Mike và Josh qua máy quay, nhận trách nhiệm về tình trạng khó khăn hiện tại của họ.
Trong đêm đó, họ lại nghe thấy tiếng kêu đau đớn của Josh và cả hai đã đuổi theo đến một ngôi nhà bỏ hoang có chứa các biểu tượng ma quỷ và những dấu tay đẫm máu của trẻ em trên tường. Trong cố gắng tìm kiếm Josh, họ đã đi đến tầng hầm, nơi một thế lực vô hình tấn công Mike, khiến anh bị đánh rơi máy ảnh của mình. Heather bước vào tầng hầm và hét lên gọi Mike, vô tình máy ảnh của cô bắt được cảnh Mike đang đứng ở một góc. Một sức mạnh vô hình sau đó đã tấn công Heather khiến cô đánh rơi máy quay và cảnh phim kết thúc.

## Sản xuất

### Phát triển
Ý tưởng về bộ phim đã bắt đầu được phát triển vào những năm 1993, khi các sinh viên điện ảnh tại Đại học Central Florida, Daniel Myrick và Eduardo Sánchez nhận ra việc làm phim giả tài liệu (Found footage) về các hiện tượng huyền bí sẽ đáng sợ hơn phim kinh dị truyền thống. Hai người họ sau đó đã quyết định tạo ra một bộ phim kết hợp phong cách giữa giả tài liệu và kinh dị. Để thực hiện dự án, họ đã cùng với Gregg Hale, Robin Cowie và Michael Monello thành lập Haxan Films. Tên công ty sản xuất được lấy cảm hứng từ bộ phim tài liệu câm Häxan năm 1922 của đạo diễn Benjamin Christensen (tiếng Anh: Witchcraft Through the Ages).
Myrick và Sánchez sau đó đã phát triển một kịch bản dài 35 trang cho bộ phim giả tài liệu của họ, với việc đối thoại sẽ được ứng biến. Vào tháng 6 năm 1996, các đạo diễn đã đặt một quảng cáo mời tuyển diễn viên tại Backstage, yêu cầu những diễn viên khi tham gia phải có khả năng ứng biến tốt. Quá trình thử vai ngẫu hứng không chính thức sau đó đã thu hẹp số lượng lại còn gần 2.000 diễn viên.
Theo lời của Heather Donahue - một trong ba diễn viên chính của phim về sau này, nói rằng các buổi thử vai cho bộ phim đã được tổ chức tại Musical Theater Works ở thành phố New York. Trong buổi thử vai, Myrick và Sánchez đã đặt cho mỗi người tại đó câu hỏi: "Bạn đã thụ án bảy năm cho một bản án chín năm. Tại sao chúng tôi nên cho bạn được tạm tha?". Joshua Leonard thì cho biết anh được chọn vào phim là do hiểu biết về cách chạy máy quay, vì không có máy quay chuyên nghiệp nào được sử dụng để quay các cảnh trong phim.
Quá trình sản xuất tiền kỳ bắt đầu từ ngày 5 tháng 10 năm 1997 và Michael Monello đã chính thức trở thành nhà đồng sản xuất sau đó. Trong việc phát triển thần thoại đằng sau bộ phim, những người sáng tạo đã sử dụng nhiều nguồn cảm hứng. Ví dụ, một số tên nhân vật trong phim đã được đảo chữ cái: Elly Kedward (Blair Witch) thành Edward Kelley, một nhà thần bí thế kỷ 16 và Rustin Parr, một kẻ sát nhân trẻ em hư cấu những năm 1940, cũng đã được chuyển thành Rasputin. Theo truyền thuyết, "Blair Witch" ban đầu được cho là hồn ma của Elly Kedward, một người phụ nữ bị trục xuất khỏi thị trấn Blair (Burkittsville ngày nay) vì tội làm phù thủy vào những năm 1785.
Các đạo diễn đã kết hợp thần thoại cùng với những ẩn dụ ám chỉ đến các phiên tòa xét xử phù thủy Salem và vở kịch The Crucible năm 1953 của Arthur Miller để tạo ra một câu chuyện với sự bất công cho những người được xếp vào hàng nhóm phù thủy. Joshua Leonard cũng đã đóng một phiên bản hư cấu của chính mình trong bộ phim.
Trong cuộc nói chuyện với nhà đầu tư, các đạo diễn đã thuyết phục họ bằng một bộ phim tài liệu dài 8 phút, cùng với các tờ báo và đoạn phim tin tức. Bộ phim tài liệu sau đó đã được phát sóng trên loạt phim truyền hình Split Screen do John Pierson sản xuất vào ngày 6 tháng 8 năm 1998.

### Quay phim
Việc quay phim chính đã bắt đầu vào ngày 23 tháng 10 năm 1997 tại Maryland và kéo dài khoảng tám ngày, dưới sự giám sát của nhà quay phim Neal Fredericks. Phần lớn thời lượng của bộ phim được quay tại Công viên Tiểu bang Seneca Creek ở Quận Montgomery, Maryland. Có một vài cảnh trong số đó đã được quay tại thị trấn lịch sử Burkittsville. Một số người dân thuộc thị trấn được phỏng vấn trong phim hầu hết đều không phải là diễn viên, và một số là diễn viên quần chúng/khách mời, nên không được biết đến nhiều hơn so với những diễn viên chính.
Trong quá trình quay phim, các diễn viên sẽ phải tự biên tự diễn một mình mà không có một sự trợ giúp từ phía đoàn phim, họ cũng được cung cấp các manh mối về vị trí tiếp theo của họ thông qua các tin nhắn ẩn bên trong 35 mm lon phim còn lại trong thùng sữa mà họ tìm thấy với hệ thống GPS (?). Họ đã được hướng dẫn sử dụng các vật dụng cá nhân để giúp ứng biến hành động trong ngày. Răng được lấy từ một trung tâm nha khoa tại Maryland để sử dụng làm răng của nhân vật Josh trong phim. Cùng với đó, các đạo diễn đã di chuyển các nhân vật đi một quãng đường dài vào ban ngày, quấy rối họ vào ban đêm và tước đoạt đi thức ăn của họ.
Thay vì sử dụng tên hư cấu, cả ba diễn viên đều phải sử dụng tên thật của họ trong phim, một điều mà Donahue đã rất hối hận khi làm như vậy. Cô tiết lộ vào năm 2014 rằng cô đã gặp khó khăn khi tìm vai diễn mới vì việc đó.
Những cảnh phim cuối cùng đã được quay tại Griggs House, một tòa nhà 200 năm tuổi nằm trong Vườn Tiểu bang Thung lũng Patapsco gần Granite, Maryland. Phim sau đó đã chính thức đóng máy vào ngày 31 tháng 10 cùng năm, nhằm ngày Halloween.

### Hậu kỳ
Sau khi quay xong, 20 giờ cảnh quay thô đã được cắt giảm xuống còn 2 tiếng rưỡi và sau đó là 81 phút; quá trình chỉnh sửa hậu kỳ này đã mất hơn tám tháng. Các đạo diễn đã chiếu đoạn phim đầu tiên trong các liên hoan phim nhỏ để lấy ý kiến phản hồi và thực hiện những thay đổi để đảm bảo phim sẽ thu hút được càng nhiều khán giả càng tốt. Ban đầu, đã có người đề xuất rằng bộ phim sẽ được phát sóng trên truyền hình cáp và phim sẽ không được phát hành rộng rãi qua màn ảnh lớn. Tuy nhiên, phiên bản cuối cùng của phim sau đó vẫn được gửi đến Liên hoan phim Sundance.
Chi phí cho giai đoạn hậu kỳ đã làm tăng chi phí của bộ phim lên vài trăm nghìn đô la trước khi ra mắt ở Sundance và sau khi cộng thêm chi phí phát hành, tiếp thị vào, tổng chi phí của bộ phim đã được ước tính vào khoảng từ 500.000 đến 750.000 USD. (trong đó có 35.000 USD tổng tiền vốn sản xuất)

## Tiếp thị
The Blair Witch Project được cho là bộ phim đầu tiên phát hành theo phương thức tiếp thị lan truyền trên thị trường chủ yếu qua Internet. Kevin Foxe đã trở thành nhà sản xuất điều hành vào tháng 5 năm 1998 và đưa Clein & Walker, một công ty quan hệ công chúng thành lập và tạo trang web chính thức của bộ phim vào tháng 6 năm 1998, với các báo cáo giả của cảnh sát cũng như những các cuộc phỏng vấn và đưa ra các câu hỏi về ba sinh viên bị mất tích. Những điều này đã làm dấy lên các cuộc tranh luận sôi nổi trên Internet về việc liệu bộ phim có phải là một bộ phim tài liệu đời thực hay chỉ là một tác phẩm hư cấu. Một số cảnh quay đã được trình chiếu tại Liên hoan phim Florida vào tháng Sáu. Trong buổi chiếu, các nhà làm phim đã nỗ lực quảng cáo để công bố các sự kiện trong phim là thực tế, bao gồm cả việc phát tờ rơi tại các liên hoan phim như Sundance, yêu cầu người xem cung cấp bất kỳ thông tin nào về những sinh viên "mất tích". Chiến thuật của chiến dịch là người xem được thông báo, thông qua các áp phích về những người mất tích, rằng các nhân vật đã mất tích khi đang nghiên cứu trong rừng về một Phù thủy thần thoại mang tên "Blair Witch". Trang IMDb cũng đã liệt kê các diễn viên "mất tích và "được cho là đã chết" trong năm đầu tiên phim phát hành. Trang web của bộ phim ngoài ra còn chứa tài liệu về các diễn viên đóng giả cảnh sát và điều tra viên đưa ra lời khai về công việc của họ và chia sẻ những bức ảnh thời thơ ấu của các diễn viên để tăng thêm cảm giác chân thực. Đến tháng 8 năm 1999, trang web này đã nhận được hơn 160 triệu lượt truy cập.
USA Today cũng từng đưa tin The Blair Witch Project là bộ phim đầu tiên được phát hành theo phương thức tiếp thị lan truyền mặc dù phim đã được sản xuất trước khi công nghệ thông tin (mạng Internet) thực sự phát triển.

### Truyền thuyết hư cấu
Cốt truyện của bộ phim là một huyền thoại do Sánchez và Myrick tạo ra, được kể chi tiết trong Lời nguyền của Phù thủy Blair, một bộ phim tài liệu giả tưởng được phát sóng trên Kênh SciFi vào ngày 12 tháng 7 năm 1999. Sánchez và Myrick cũngđã duy trì một trang web để bổ sung thêm một số chi tiết cho thần thoại trên.
Truyền thuyết cũng mô tả những vụ giết người và mất tích của một số cư dân tại Blair, Maryland (một thị trấn hư cấu trên địa điểm Burkittsville, Maryland) từ thế kỷ 18 đến thế kỷ 20. Người dân đã đổ lỗi cho những sự việc này là do hồn ma của Elly Kedward, một cư dân Blair bị buộc tội hành nghề phù thủy vào năm 1785 và bị kết án tử hình do phơi nhiễm. The Curse of the Blair Witch giới thiệu về huyền thoại một cách chân thật, hoàn chỉnh với các bài báo, bản tin thời sự, bản tin truyền hình và các cuộc phỏng vấn được dàn dựng.

## Phát hành
The Blair Witch Project đã được công chiếu lần đầu tiên như là một Suất chiếu lúc nửa đêm vào thứ Bảy, ngày 23 tháng 1 năm 1999 tại Liên hoan phim Sundance, và công chiếu lần thứ hai vào thứ Tư, ngày 14 tháng 7 năm 1999 tại Trung tâm Điện ảnh Angelika ở Thành phố New York trước khi mở rộng ra 25 thành phố vào cuối tuần. Phim sau đó đã chính thức phát hành trên toàn quốc vào ngày 30 tháng 7 cùng năm.

### Truyền hình
Đối với buổi ra mắt truyền hình, vào tháng 10 năm 2001 trên FX, hai cảnh bị xóa của phim đã được đưa lại vào phần giới thiệu cuối của phim. Các cảnh bị xóa trên hiện  đều chưa được phát hành chính thức.

### Phương tiện gia đình
The Blair Witch Project được phát hành trên VHS và DVD vào ngày 22 tháng 10 năm 1999 bởi Artisan Entertainment. Một bộ phim tài liệu ngắn có tên The Curse of the Blair Witch cũng đã mô tả về quá trình sản xuất và phát hành bộ phim. Hơn 15 triệu USD đã được chi ra để tiếp thị cho bản phát phương tiện gia đình của bộ phim.
Phiên bản Blu-ray của phim cũng đã được phát hành vào ngày 5 tháng 10 năm 2010 bởi Lionsgate. Best Buy và Lionsgate đã phát hành độc quyền đĩa Blu-ray của phim vào ngày 29 tháng 8 năm 2010.

## Tiếp nhận

### Doanh thu
Phim đã thu được 1,5 triệu USD từ 27 rạp chiếu trong tuần công chiếu đầu tiên, với trung bình mỗi rạp là 56.002 USD. Phim sau đó đã được mở rộng trên toàn quốc vào hạ tuần tháng 7 và thu về 29,2 triệu USD từ 1.101 rạp, đứng ở vị trí thứ hai tại phòng vé Bắc Mỹ, vượt qua bộ phim kinh dị khoa học viễn tưởng Deep Blue Sea nhưng lại xếp sau Runaway Bride. Bộ phim sau đó cũng mở rộng thêm 2.142 rạp và một lần nữa kết thúc ở vị trí thứ hai với tổng doanh thu 24,3 triệu USD trong thượng tuần tháng 8, đứng sau một bộ phim kinh dị khác là The Sixth Sense.  Bộ phim đã bị loại khỏi danh sách top 10 trong tuần công chiếu thứ 10 và khi kết thúc thời gian chiếu rạp, phim thu về tổng cộng 140,5 triệu USD và Canada và thu về 108,1 triệu USD. Cộng thêm doanh thu phim tại các lãnh thổ khác, tổng doanh thu toàn cầu của phim là 248,6 triệu USD (gấp hơn 4.000 lần ngân sách ban đầu). The Blair Witch Project là bộ phim có doanh thu cao thứ 10 tại Hoa Kỳ vào năm 1999, và đã trở thành một bộ phim ăn khách cùng năm.
Tuy nhiên, vì việc quay phim được thực hiện bởi các diễn viên sử dụng máy quay cầm tay nên phần lớn cảnh quay đã bị rung, đặc biệt là cảnh cuối cùng trong đó một nhân vật đang chạy xuống một dãy cầu thang với máy quay. Một số khán giả khi xem cảnh này đã bị say và thậm chí là nôn mửa.

### Đánh giá từ giới chuyên môn
- Roger Ebert, viết cho Chicago Sun-Times
Sau khi phát hành trên toàn quốc, The Blair Witch Project đã thu hút được nhiều đánh giá tích cực từ phía các nhà phê bình. Trang web tổng hợp đánh giá Rotten Tomatoes đã chấm cho bộ phim số điểm 86% dựa trên 162 đánh giá từ các nhà phê bình, với điểm đánh giá trung bình là 7,7/10 cùng nội dung: "Đầy rẫy những cảnh hù dọa lửa trại rùng rợn, The Blair Witch Project đã khiến khán giả chìm trong bóng tối về nhân vật phản diện tiêu biểu của nó (Blair Witch), điều đó một lần nữa đã chứng minh rằng trí tưởng tượng có thể đáng sợ hơn bất cứ thứ gì trên màn ảnh." Trên Metacritic, bộ phim cũng  nhận được "sự hoan nghênh" và được trao huy hiệu "phải xem" (must watch), với số điểm trung bình là 81 trên 100 dựa trên 33 bài đánh giá. Tuy nhiên, sự đón nhận của khán giả đối với bộ phim vẫn còn bị chia rẽ; CinemaScore cho điểm trung bình là "C +" trên thang điểm từ A + đến F dựa trên những khán giả đã thăm dò ý kiến trong thời điểm phim ra mắt lúc cuối tuần.
Kỹ thuật quay phim theo lối Found footage của The Blair Witch Project cũng đã nhận được rất nhiều lời khen ngợi. Mặc dù đây không phải là bộ phim đầu tiên sử dụng kỹ thuật quay trên, nhưng dự án phim độc lập này đã được coi như là một cột mốc quan trọng trong lịch sử điện ảnh do thành công cả về mặt phê bình lẫn doanh thu phòng vé. Roger Ebert của Chicago Sun-Times đã cho bộ phim 4/5 sao và gọi nó là "một bộ phim kinh dị cực kỳ hiệu quả". Peter Travers của Rolling Stone cũng gọi phim là "một kẻ phá bĩnh nỗi sợ hãi tái tạo lại sự đáng sợ cho thiên niên kỷ mới.
Tuy nhiên, vẫn còn một số nhà phê bình cho điểm đánh giá thấp hơn so với các nhà phê bình khác. Một nhà phê bình từ The Christian Science Monitor đã nói rằng trong khi ý tưởng và những cảnh hù dọa của bộ phim khá độc đáo, nhưng những điều đó vẫn bị cảm thấy chỉ được quay "trong 30 phút ngắn ngủi [...] vì máy quay rung và hình ảnh mờ trở nên đơn điệu sau một thời gian, không có nhiều chỗ để phát triển nhân vật trong một cốt truyện rất hạn chế." RL Schaffer của IGN cho điểm hai trên mười và mô tả bộ phim là "nhàm chán – thực sự nhàm chán", và "một chuyến đi chơi kinh dị cấp Z, giá thuê thấp mà không có thực tế đáng sợ trở thành một cảnh tượng kinh phí lớn thực sự."

### Giải thưởng
Giải Mâm xôi vàng lần thứ 20 đã được trao cho Heather Donahue ở hạng mục Nữ diễn viên tệ nhất, đồng thời là đề cử cho các nhà sản xuất Robin Cowie và Gregg Hale ở hạng mục Hình ảnh tệ nhất. Tại Lễ trao giải Phim Tệ của Stinkers (Stinkers Bad Movie Award), bộ phim đã chiến thắng ở hạng mục Thất vọng lớn nhất và nhận được ba đề cử ở ba hạng mục: Hình ảnh tệ nhất (Cowie và Hale), Nữ diễn viên tệ nhất (Donahue) và Màn ra mắt tệ nhất (Heather, Michael, Josh, người dân và máy quay phim). Cũng tại lễ trao giải Đoạn giới thiệu vàng lần thứ nhất (1st Golden Trailer Awards), phim đã nhận được đề cử ở hạng mục Đoạn giới thiệu gốc hay nhất và chiến thắng ở hai hạng mục: Phim kinh dị nhất và Lồng tiếng hay nhất. Giải thưởng Tinh thần Độc lập John Cassavetes (Independent Spirit John Cassavetes Award) cũng đã trao cho The Blair Witch Project ở hạng mục Phim hay nhất.

## Di sản
Một loạt các bộ phim khác đã dựa trên kỹ thuật quay Found footage từ The Blair Witch Project bao gồm: Paranormal Activity (2007), REC (2007), Cloverfield (2008), The Last Exorcism (2010), Trollhunter (2010), Chronicle (2012), Project X (2012), V / H / S (2012), End of Watch (2012) và The Den (2013). Một số nhà phê bình cũng cho rằng cốt truyện và phong cách tường thuật của bộ phim rất giống với Cannibal Holocaust (1980) và The Last Broadcast (1998). Mặc dù ban đầu những người sáng tạo The Last Broadcast - Stefan Avalos và Lance Weiler - đã cáo buộc rằng The Blair Witch Project là một tác phẩm của họ và sẽ kiện Haxan Films với việc vi phạm bản quyền, nhưng sau đó những cáo buộc này cũng đã bị bác bỏ.
Năm 2008, The Blair Witch Project đã được Entertainment Weekly xếp hạng chín mươi chín trong danh sách 100 phim hay nhất kể từ năm 1983 đến năm 2008. Vào năm 2006, Hiệp hội phê bình phim Chicago đã xếp bộ phim ở vị trí thứ 12 trong danh sách 100 phim đáng sợ nhất của họ. Bộ phim cũng đã được xếp hạng thứ 50 trong danh sách 50 Bộ phim có Kết thúc hay nhất mọi thời đại của Filmcritic.com.
Đạo diễn Eli Roth đã trích dẫn bộ phim như một ảnh hưởng tiếp thị để quảng cáo cho bộ phim kinh dị Cabin Fever năm 2002 của ông trên Internet. The Blair Witch Project cũng đã được đưa vào cuốn sách 1001 bộ phim bạn phải xem trước khi chết.
Sau khi bộ phim được phát hành, vào cuối tháng 11 năm 1999, bối cảnh ngôi nhà của phim đã bị những người hâm mộ điện ảnh đến thăm quan và bẻ ra một số thanh/đồ gỗ làm quà lưu niệm. Vì sự an toàn của khách tham quan, thị trấn sau đó đã phải ra lệnh phá dỡ ngôi nhà vào tháng 12 cùng năm.

### Các phương tiện khác

#### Sách
Vào tháng 9 năm 1999, Đ. A. Stern đã biên soạn một cuốn sách mang tên The Blair Witch Project: A Dossier. Nội dung sách dựa trên góc độ "câu chuyện có thật" của bộ phim, bao gồm các báo cáo của cảnh sát, hình ảnh, phỏng vấn và các bài báo nói về truyền thuyết của bộ phim như là sự thật, cũng như đi sâu vào chi tiết hơn về huyền thoại Elly Kedward và Rustin Parr. Stern sau đó cũng đã viết một cuốn tiểu thuyết năm 2000 mang tên Blair Witch: The Secret Confessions of Rustin Parr.
Một loạt tám cuốn sách dành cho thanh thiếu niên, mang tên The Blair Witch Files, đã được phát hành bởi công ty con Bantam của Random từ năm 2000 đến năm 2001. Cuốn sách tập trung vào Cade Merill - một người em họ hư cấu của Heather Donahue, người điều tra các hiện tượng liên quan đến Blair Witch. Cô ấy đã cố gắng tìm hiểu những gì thực sự đã xảy ra với Heather, Mike và Josh.

#### Truyện tranh
Vào tháng 7 năm 1999, Oni Press đã phát hành một truyện tranh ngắn quảng cáo cho bộ phim có tựa đề The Blair Witch Project # 1. Truyện tranh được viết và minh họa bởi Cece Malvey và được phát hành cùng với bộ phim. Vào tháng 10 năm 2000, trùng với thời điểm phát hành Book of Shadows: Blair Witch 2, Image Comics cũng đã phát hành một loạt shot ngắn có tên Blair Witch: Dark Testaments do Charlie Adlard vẽ.

#### Trò chơi điện tử
Năm 2000, Gathering of Developers đã phát hành bộ ba trò chơi máy tính từ bộ phim, mở rộng đáng kể dựa trên những câu chuyện thần thoại lần đầu tiên được đưa ra trong phim. Công cụ đồ họa và nhân vật đều có nguồn gốc từ trò chơi Nocturne trước đó của nhà sản xuất.
Tại E3 2019, Bloober Team đã giới thiệu Blair Witch, một trò chơi kinh dị sinh tồn góc nhìn thứ nhất dựa trên nhượng quyền thương mại từ bộ phim. Trò chơi sau đó được phát hành vào ngày 30 tháng 8 năm 2019.

#### Phim tài liệu
The Woods Movie (2015) là một bộ phim tài liệu dài tập khám phá quá trình sản xuất của Dự án Phù thủy Blair. Đối với bộ phim tài liệu này, đạo diễn Russ Gomm đã phỏng vấn nhà sản xuất bộ phim gốc, Gregg Hale, và các đạo diễn Eduardo Sánchez và Daniel Myrick trước khi đi vào thực hiện phim.

### Nhại lại
The Blair Witch Project đã truyền cảm hứng cho một số bộ phim nhại lại (parody), bao gồm Dự án phù thủy Bogus, Dự án phù thủy Tony Blair (cả hai năm 2000) và The Blair Thumb (2001),  cũng như các bộ phim khiêu dâm như Dự án phù thủy khiêu dâm và Dự án Bare Wench. Bộ phim cũng đã truyền cảm hứng cho các chương trình truyền hình đặc biệt của Halloween The Scooby-Doo Project, được phát sóng trong chương trình Scooby-Doo, Where Are You! marathon trên Cartoon Network vào ngày 31 tháng 10 năm 1999.

## Phần phim tiếp theo
Phần tiếp theo của phim mang tên Book of Shadows đã được phát hành vào ngày 27 tháng 10 năm 2000; thế nhưng phim lại không được hầu hết các nhà phê bình đón nhận. Phần thứ ba được dự là sẽ phát hành cùng năm nhưng điều đó đã không thành hiện thực.
Vào ngày 22 tháng 7 năm 2016, một đoạn trailer bất ngờ cho phim Blair Witch đã được công chiếu tại San Diego Comic-Con. Bộ phim ban đầu được bán trên thị trường với cái tên The Woods như một thông báo bất ngờ dành riêng cho những người tham dự hội nghị. Phim do Lionsgate phân phối, dự kiến ra mắt vào ngày 16 tháng 9 và có sự tham gia của James Allen McCune trong vai anh trai của Heather Donahue tại phần phim gốc. Do Adam Wingard làm đạo diễn, Blair Witch sẽ là phần tiếp theo nối tiếp từ phần phim gốc The Blair Witch Project.

## Tivi
Vào tháng 10 năm 2017, đồng đạo diễn Eduardo Sánchez đã tiết lộ rằng ông và những người trong đội ngũ sáng tạo của bộ phim đang phát triển một loạt phim truyền hình về nhân vật "Blair Witch", mặc dù ông đã làm rõ rằng mọi quyết định cuối cùng sẽ thuộc về Lionsgate, đơn vị hiện đang sở hữu bản quyền của phim. Vào tháng 2 năm 2018, đã có thông báo rằng loạt phim sẽ được phát hành trên Studio L, một công ty chuyên phát hành kỹ thuật số.